# 山村基毅
山村 基毅（やまむら もとき、1960年2月4日 - ）は、日本のルポルタージュ作家、文筆家。
北海道苫小牧市出身。獨協大学外国語学部卒業。人物インタビューを基盤としたルポルタージュを執筆している。

## 著書
- 『戦争拒否11人の日本人』晶文社 1987
- 『森の仕事と木遣り唄』晶文社 2001
- 『はじめの日本アルプス 嘉門次とウェストンと館潔彦と』バジリコ 2008
- 『民謡酒場という青春 高度経済成長を支えた唄たち』ヤマハミュージックメディア 2010
- 『ルポ介護独身』新潮新書 2014
- 『認知症とともに生きる』幻冬舎メディアコンサルティング 2016

### 共著
- 『クマグス』内田春菊画 潮出版社 1991　『クマグスのミナカテラ』新潮文庫
- 『北の海の道 人々の唄と人生』伊藤多喜雄共著 伊藤多喜雄音楽事務所 1993

## 論文
- ＜山村基毅